# كذلك (كوهباية الشرقي)
كذلك (بالفارسية: کذلک) هي قرية تقع في إيران في قسم کوهبایة الشرقي الریفي. يقدر عدد سكانها بـ 97 نسمة .